# ضغط إيجابي

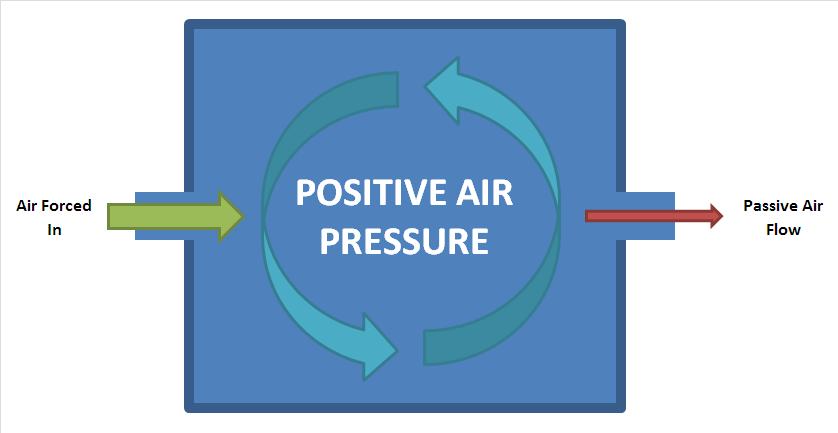
تقوم المراوح أو الفلاتر بنفخ الهواء في النظام، مما يؤدي إلى إحداث ضغط إيجابي. يهرب الهواء الزائد بشكل سلبي من خلال المنافذ المصممة.

الضغط الإيجابي هو ضغط داخل نظام أكبر من البيئة المحيطة بهذا النظام. وبالتالي إذا كان هناك أي تسرب من نظام الضغط الإيجابي فسوف يخرج إلى البيئة المحيطة. هذا على عكس غرفة الضغط السلبي، حيث يتم فيها امتصاص الهواء الملوث.
يتم أيضًا استخدام الضغط الإيجابي لضمان عدم دخول البيئة إلى نظام مغلق مفترض. مثال نموذجي لاستخدام الضغط الإيجابي هو موقع الموطن في منطقة قد توجد بها غازات قابلة للاشتعال مثل الموجودة على منصة النفط أو غرفة الأبحاث في المختبر. يستخدم هذا النوع من الضغط الإيجابي أيضًا في غرف العمليات ومختبرات الإخصاب الصناعي (IVF).
قد تحتوي المستشفيات على غرف ضغط إيجابي للمرضى الذين يعانون من ضعف في جهاز المناعة. سوف يتدفق الهواء خارج الغرفة بدلاً من الداخل، بحيث يتم إبعاد أي كائنات دقيقة محمولة جواً (مثل البكتيريا) والتي قد تصيب المريض.
هذه العملية مهمة في تنمية الإنسان والصيصان. يعد الضغط الإيجابي الناتج عن إغلاق المسالك العصبية الأمامية والخلفية للأنبوب العصبي أثناء عملية العصب أحد متطلبات نمو الدماغ. تستخدم البرمائيات هذه العملية للتنفس، حيث يستخدمون الضغط الإيجابي لتضخيم رئتيهم.

## المنفعة التاريخية

### المنفعة الصناعية
الاستخدام الصناعي لأنظمة الضغط الإيجابي يستخدم بشكل شائع لتهوية الأماكن الضيقة بالغبار والأبخرة والملوثات و/أو درجات الحرارة المرتفعة.

### فائدة سريرية
تم تجهيز العديد من المستشفيات بغرف الضغط السلبي والإيجابي للأغراض الموضحة فقط. تُستخدم غرف الضغط السلبي للمساعدة في الحفاظ على مسببات الأمراض المحمولة جواً (على سبيل المثال، فيروس كوفيد-19 المتطاير والسل النشط) من الهروب إلى المناطق المحيطة، وبالتالي منع انتشار مسببات الأمراض المحمولة جواً إلى خارج الغرفة. تُستخدم غرف الضغط الإيجابي للأشخاص الذين يعانون من نقص المناعة (على سبيل المثال. قلة الخلايا المتعادلة) حيث يتم إرسال هواء عالي الجودة يتم التحكم فيه إلى الغرفة لمنع دخول الهواء العشوائي (المحتمل أن يكون ملوثًا) إلى الغرفة.